# Microdus minutus
Microdus minutus là một loài Rêu trong họ Dicranaceae. Loài này được (Hampe) Besch. mô tả khoa học đầu tiên năm 1880.